# Piatra Neamț
Piatra Neamț, pron. /ˈpjatra ˈne̯amʦ/  (in ungherese Karácsonkő, in tedesco Kreuzburg an der Bistritz) è un municipio della Romania di 79 679 abitanti, capoluogo del distretto di Neamț, nella regione storica della Romania.
Fanno parte dell'area amministrativa anche le località di Ciritei, Doamna e Văleni.
La città si trova a circa 350 km a nord di Bucarest, nella valle del fiume Bistrița al limite dei Carpazi orientali ed è circondata da alcune alture di altezza variabile tra i 500 ed i 900 m.

## Etimologia
Il toponimo piatra (roccia in romeno) ha sempre fatto parte, pur in contesti diversi, della denominazione della città. Inizialmente chiamata Piatra lui Crăciun (Roccia di Natale, traduzione del nome ungherese Karácsonkő, tuttora in uso), poi Târgu Piatra (Roccia del Mercato, nel medioevo), successivamente divenne soltanto Piatra, cui venne aggiunto il nome del distretto, Neamț, per distinguerla da altre città con lo stesso toponimo iniziale.

## Storia
La zona di Piatra Neamț è stata occupata fin dalle epoche più antiche, come testimoniano tracce di insediamenti umani risalenti al Paleolitico. Scavi archeologici effettuati ai margini della città hanno evidenziato i resti di una città dacia di nome Petrodava, già menzionata dall'astronomo e geografo greco Claudio Tolomeo nel II secolo.
I primi nuclei urbani, chiamati Piatra lui Crăciun, Roman e Neamț, vennero fondati sotto il dominio di Pietro I di Moldavia (1375-1391), mentre la corte principesca di Piatra Neamț, citata per la prima volta in un documento del 20 aprile 1491, venne costituita da Ștefan cel Mare tra il 1468 e il 1475. Questi fece costruire nel 1497-98 la Cattedrale di corte, alla quale si affianca l'alta torre dell'orologio del 1499.
Dopo essere divenuta un centro politico la città conobbe un consistente sviluppo commerciale che continuò per diversi secoli, praticamente fino all'inizio della prima guerra mondiale, quando l'instabilità politica della regione la penalizzò in maniera non trascurabile. La fine della guerra ha consentito una certa ripresa ed il consolidarsi di attività anche industriali che erano state avviate già alla fine del XIX secolo.
La città mantenne la propria vocazione industriale anche dopo la seconda guerra mondiale, anche sotto la spinta dei rilevanti contributi economici erogati dal regime comunista.

## Monumenti e luoghi d'interesse

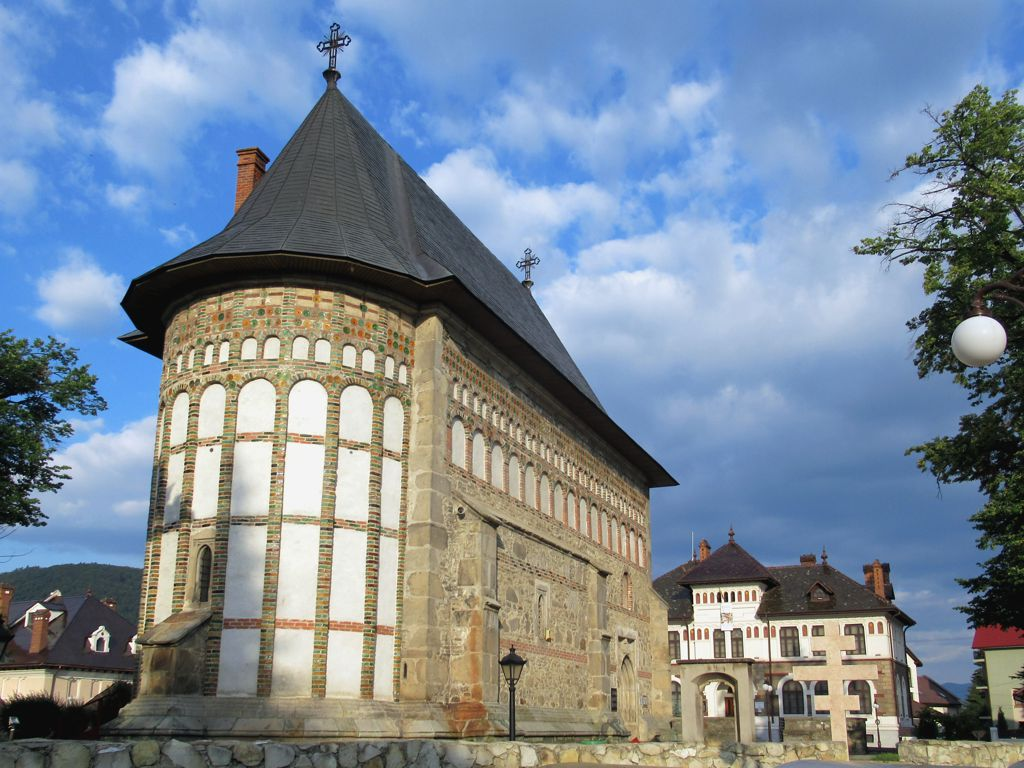
La Chiesa di Corte

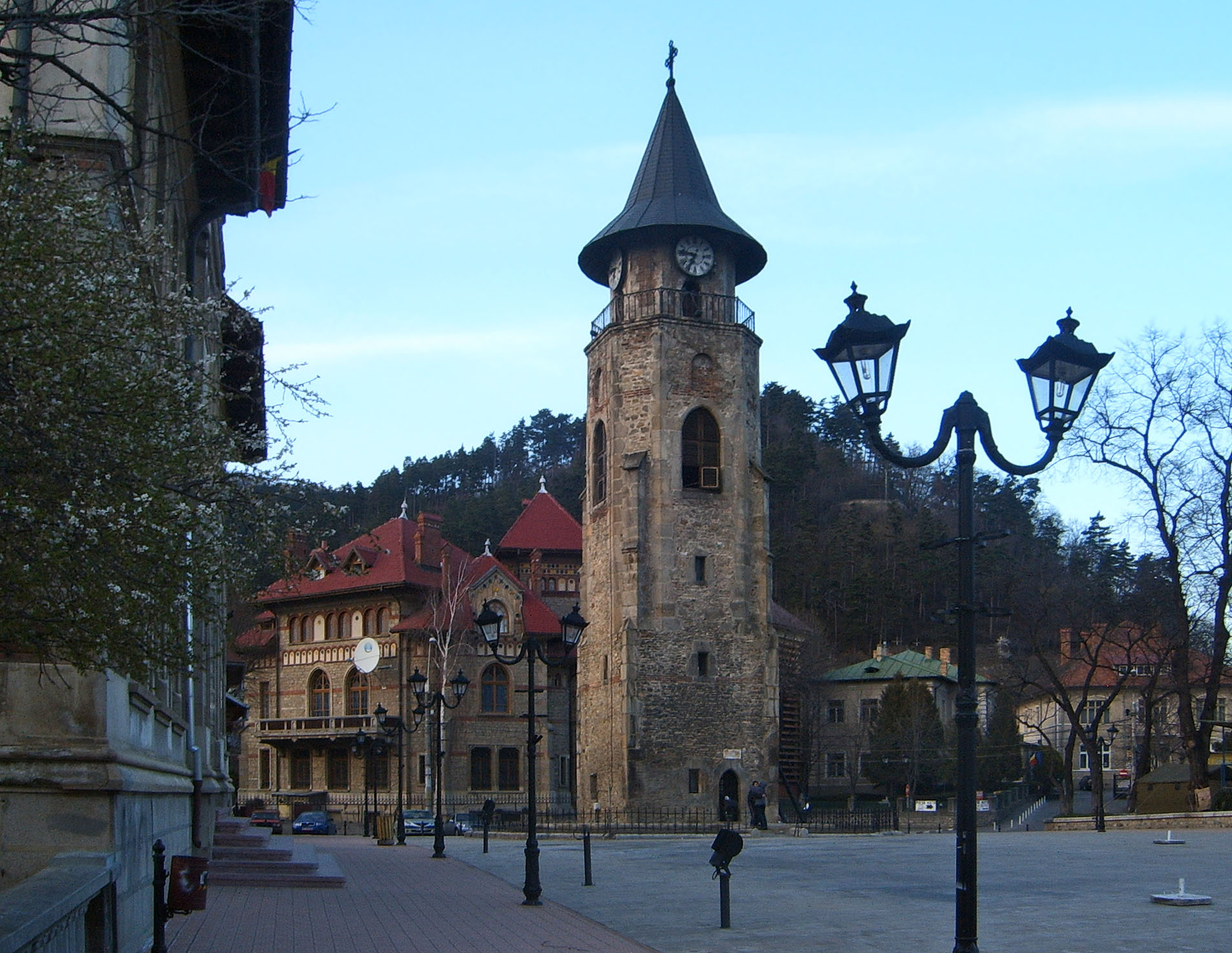
La torre di Ștefan cel Mare

La più importante struttura monumentale di Piatra Neamț è senza dubbio il complesso della Cittadella, la cui costruzione venne come detto avviata da Ștefan cel Mare nella seconda metà del XV secolo. Il complesso, ubicato nel centro della città attuale, si compone del palazzo della corte, della chiesa di corte, dedicata a san Giovanni Battista e del vicino campanile, detto anche torre di Ștefan cel Mare, alto 19 metri e divenuto il simbolo della città.
Altri luoghi di interesse sono:
- La chiesa lignea del quartiere di Văleni, la cui costruzione venne avviata da Petru IV Rareș e completata dopo la sua morte nel 1574.
- La chiesa lignea del quartiere di Vânători, costruita nel 1774.
- La sinagoga, costruita nel 1766 al limite orientale della Cittadella sull'area già occupata da una costruzione preesistente, già dedicata al culto ebraico, di epoca medievale.
- Il teatro dei ragazzi (Teatrul Tineretului), uno dei più noti teatri della Romania, attivo dagli anni cinquanta e divenuto un simbolo dell'attività culturale della città.
- Il museo storico e archeologico, avviato ai primi del XX secolo, che ospita un'importante collezione di reperti della cultura di Cucuteni ed un centro di studio sulla stessa.
- Il museo di belle arti
- Il museo di scienze naturali

## Cultura

### Cinema
Il "Caffè Select" di Piatra Neamț compare nel film Un'altra giovinezza (Youth Without Youth), del 2007, diretto da Francis Ford Coppola e interpretato da Tim Roth, tratto dall'omonimo romanzo di Mircea Eliade.

## Geografia antropica

### Urbanistica

Mappa della città

La città è informalmente divisa in diversi quartieri:
- Centru
- Dărmănești
- Precista
- Mărăței
- 1 Mai
- Sărata
- Valea Viei
- Gara Veche
- Speranța
- Ciritei
- Vânători
- Văleni
- Izvoare

## Economia
La città mantiene la vocazione prevalentemente industriale che le venne data dagli importanti investimenti effettuati dal regime comunista, ma con il passare del tempo le diverse fabbriche che operavano nella zona sono chiuse o distrutte.
Di particolare rilievo è la cosiddetta Piattaforma di Săvinești, che si trova nell'attuale comune di Săvinești, circa 11 km a sud della città: nata come uno dei più grandi impianti chimici del Paese, oggi opera a ritmo ridotto ed è parte del gruppo italiano Radici.
Ultimamente la città ha cominciato a dare una particolare attenzione al turismo. La municipalità infatti, ha investito somme importanti per costruire un impianto di sci con una pista lunga 965 metri su 260 metri di dislivello. La pista è collocata su una delle montagne che circondano la città, nota come Dealul Cozla. L'accesso alla pista è consentito da una modernissima funivia con punto di partenza la stazione ferroviaria.
Altre attività industriali della città sono operative nel settore dei fertilizzanti, dell'industria alimentare.
Piatra Neamţ è anche la sede del gruppo Altex che, con il marchio Media Galaxy, gestisce una delle più grandi catene di commercio al dettaglio di elettrodomestici.

## Infrastrutture e trasporti

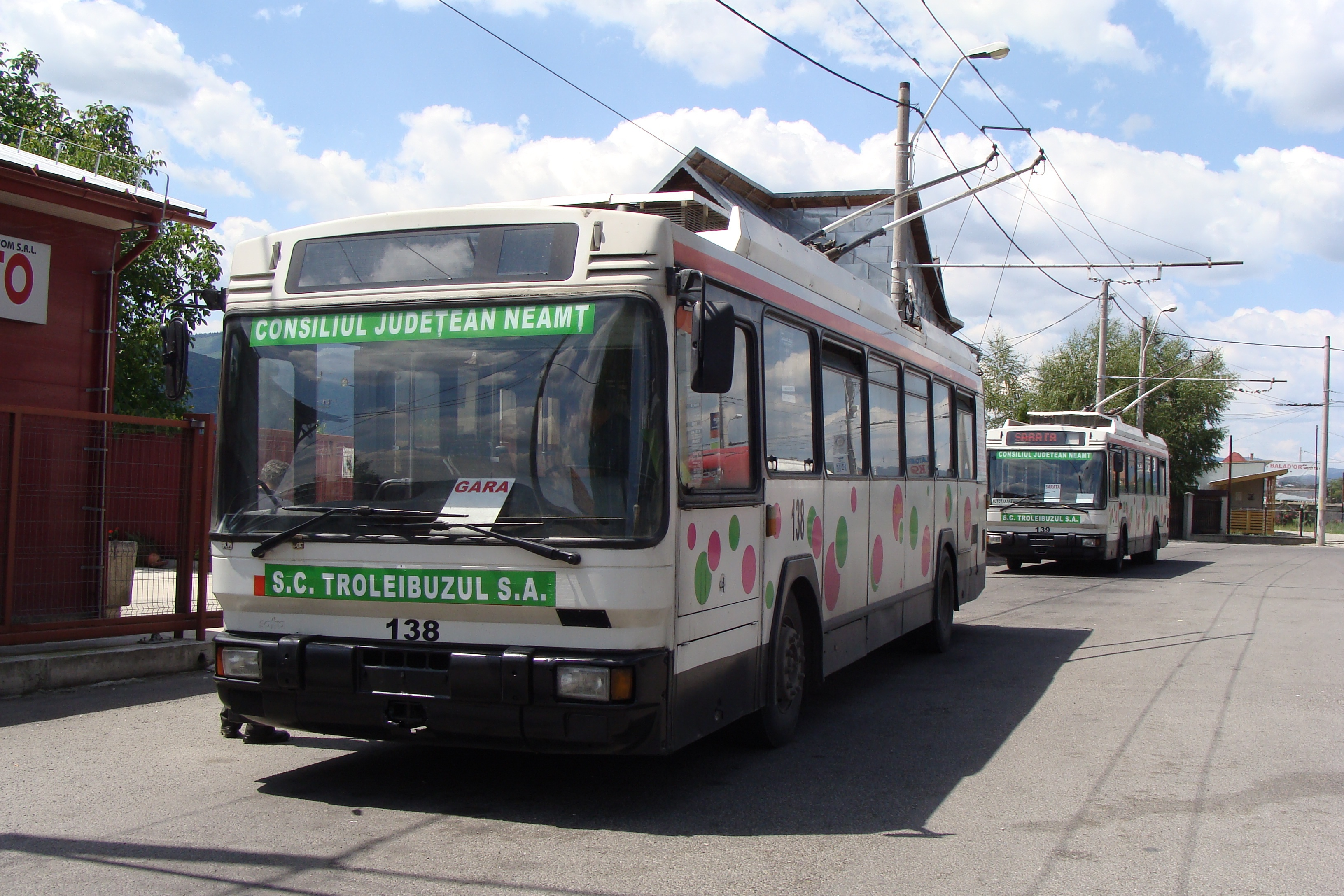
Due filobus Berliet ER100

Piatra Neamț dispone di una rete di trasporti pubblici urbani gestita da un'azienda di proprietà della municipalità, Troleibuzul s.a.. I mezzi a disposizione per spostarsi in città sono tre; gli autobus, la filobus (servizio sospeso nel 2019) ed i minibus. 

### Collegamenti extraurbani
- La città è situata sulla strada nazionale DN15, che la unisce a Bacău, Iași, Suceava e Târgu Mureș.
- La linea ferroviaria che tocca la città è derivata da quella che unisce Bucarest e Suceava, partendo da Bacău con capolinea a Bicaz.
- L'aeroporto più vicino è quello di Bacău, che dista 60 km circa

## Amministrazione

### Gemellaggi
- Roanne
- Riorges
- Villerest
- Hiliboca
- Kiriat Malachi
- Alpharetta
- Lod
- Orhei
- Beinasco
- Manilva
- Bergama
- Verbania, dal 2010

## Sport
Vi ha sede il Ceahlăul Piatra Neamț, squadra di calcio.

## Galleria d'immagini

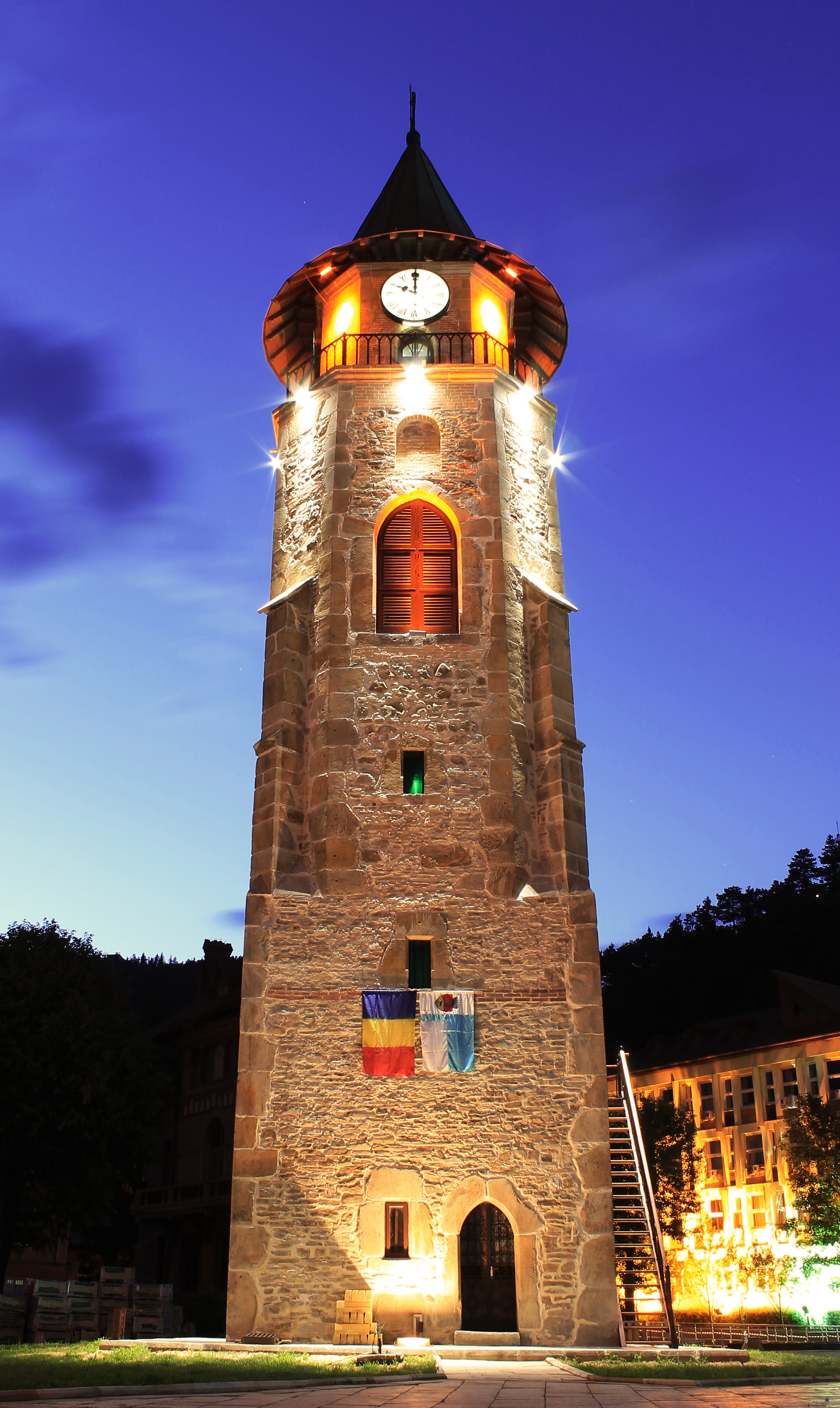
La Torre all'imbrunire
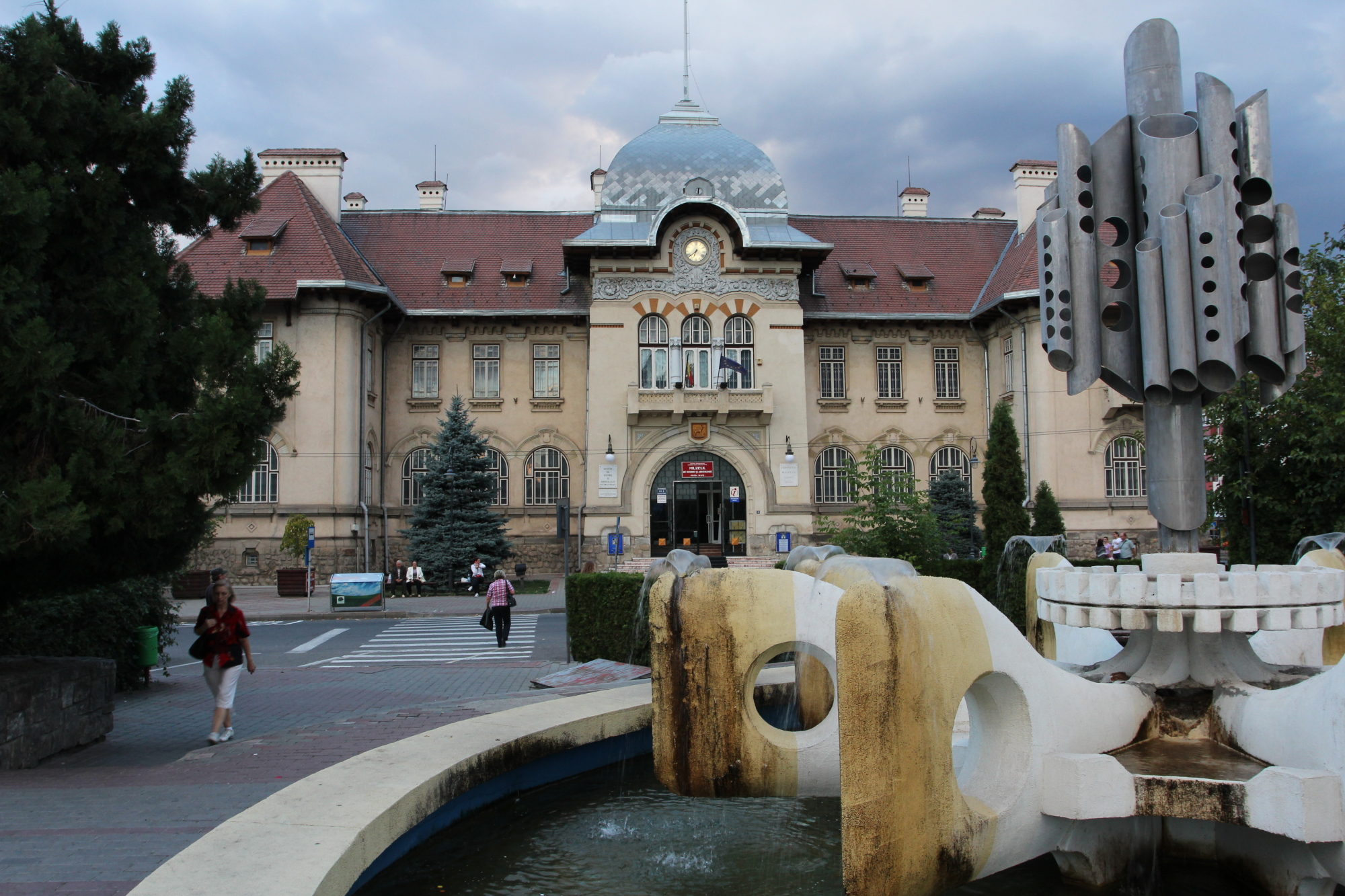
Il Museo Storico e Archeologico
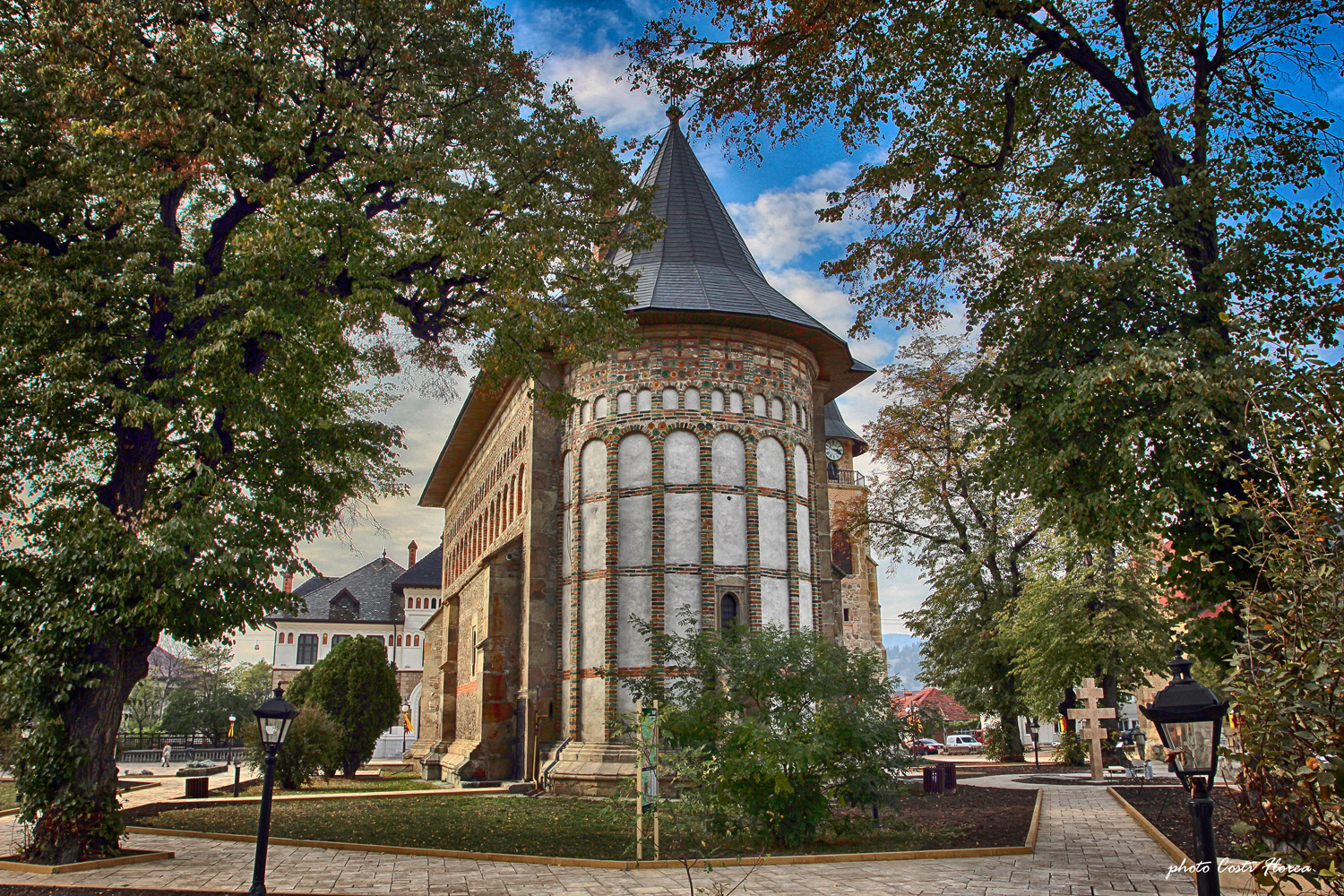
La Chiesa di Corte
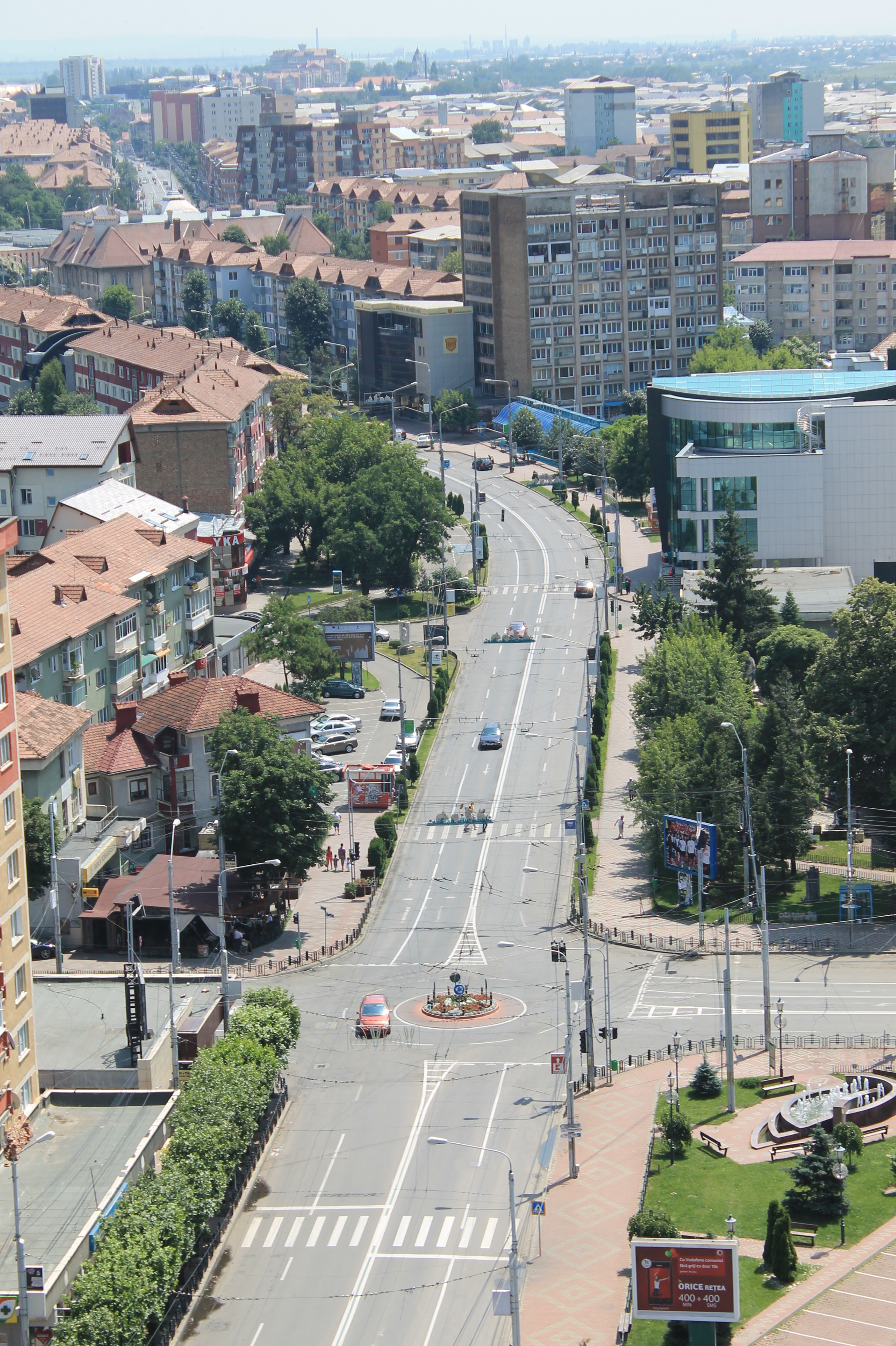
Bulevardul Decebal